# Buczek (powiat Łaski)
Buczek is een dorp in het Poolse woiwodschap Łódź, in het district Łaski. De plaats maakt deel uit van de gemeente Buczek en telt 480 inwoners.